# Tercera A de Chile 2011
El Torneo Oficial de la Tercera División A "Copa Diario La Cuarta" corresponde al principal campeonato disputado, en la Serie C del fútbol chileno, durante el año 2011. Participan 16 equipos, con jugadores nacionales menores de 23 años, razón por la cual el torneo, como en todas sus ediciones anteriores, es conocido como el Torneo Nacional Tercera A Sub-23.
En esta versión 2011, trece de los dieciséis equipos participantes, quedaron clasificados para este torneo, durante la temporada anterior. Tres nuevos equipos se integran a esta categoría en esta temporada. Union Santa María y Pudahuel Barrancas se sumaron a esta categoría, al ganar el campeonato y el subcampeonato de Tercera B en el 2010, respectivamente. El otro nuevo participante es Provincial Osorno, descendido de la Primera B en el 2010, tras perder el duelo del descenso ante Deportes Copiapó y que jugará en esta categoría, por primera vez en su historia.
El campeón de este torneo, fue el equipo de Barnechea que de paso, logró ascender al Fútbol Profesional y específicamente a la Primera B, por primera vez en sus 82 años de historia y superó por solo un punto al término de la Fase Final del torneo, al equipo de Arturo Fernández Vial, que se quedó con el subcampeonato.

## Equipos participantes
| Equipo                | Nacionalidad     | Entrenador            | Comuna       | Estadio                             | Capacidad |
| --------------------- | ---------------- | --------------------- | ------------ | ----------------------------------- | --------- |
| Barnechea             | Bandera de Chile | Mario Salas           | Lo Barnechea | Deportivo Barnechea                 | 1.800     |
| Colchagua             | Bandera de Chile | Hernán Castro         | San Fernando | Jorge Silva Valenzuela              | 5.900     |
| Arturo Fernández Vial | Bandera de Chile | Jorge Rodríguez       | Concepción   | Boca Sur de San Pedro de la Paz     | 2.062     |
| Iberia                | Bandera de Chile | Oscar Wirth           | Los Ángeles  | Municipal de Los Ángeles            | 4.150     |
| Municipal La Pintana  | Bandera de Chile | Milton Flores         | La Pintana   | Municipal de La Pintana             | 6.000     |
| Municipal Mejillones  | Bandera de Chile | Jaime Carreño         | Mejillones   | Municipal de Mejillones             | 1.131     |
| Deportes Melipilla    | Bandera de Chile | Guillermo Páez        | Melipilla    | Roberto Bravo Santibáñez            | 5.500     |
| Deportes Ovalle       | Bandera de Chile | Danilo Chacón         | Ovalle       | Estadio ANFA de Ovalle              | 500       |
| Provincial Osorno     | Bandera de Chile | Manuel Rodríguez Vega | Osorno       | Rubén Marcos Peralta                | 10.800    |
| Provincial Talagante  | Bandera de Chile | Hernán Peña           | Talagante    | Lucas Pacheco Toro                  | 2.883     |
| Pudahuel Barrancas    | Bandera de Chile | Juan Carlos Belmar    | Pudahuel     | Modelo de Pudahuel                  | 1.500     |
| Deportes Quilicura    | Bandera de Chile | Carlos Ramos          | Quilicura    | Municipal de Quilicura              | 1.225     |
| San Antonio Unido     | Bandera de Chile | Rocío Yáñez           | San Antonio  | Municipal Dr. Olegario Henríquez E. | 2.025     |
| Deportes Temuco       | Bandera de Chile | Eduardo Cortázar      | Temuco       | Germán Becker                       | 18.125    |
| Trasandino            | Bandera de Chile | Miguel Alegre         | Los Andes    | Regional de Los Andes               | 2.800     |
| Unión Santa María     | Bandera de Chile | Gerardo Silva         | Los Ángeles  | Municipal de Los Ángeles            | 4.150     |

## Equipos porregión
| Región        | N.º | Equipos |
| ------------- | --- | --- |
| Metropolitana | 6   | Barnechea, Municipal La Pintana, Deportes Melipilla, Deportes Quilicura, Provincial Talagante y Pudahuel Barrancas |
| Biobío        | 3   | Arturo Fernández Vial, Iberia y Unión Santa María                                                                  |
| Valparaíso    | 2   | San Antonio Unido y Trasandino                                                                                     |
| Antofagasta   | 1   | Municipal Mejillones                                                                                               |
| Coquimbo      | 1   | Deportes Ovalle |
| O'Higgins     | 1   | Colchagua |
| Araucanía     | 1   | Deportes Temuco |
| Los Lagos     | 1   | Provincial Osorno                                                                                                  |

## Modalidad
El campeonato se juega en tres fases y con divisiones zonales de los equipos.
- En la Primera Fase, los 16 equipos participantes son divididos en dos grupos, con 8 equipos: éstos son el Zona Norte y el Zona Sur. Los 4 primeros equipos de cada grupo clasificarán a la Segunda Fase.

- En la Segunda Fase,los 8 equipos participantes son divididos en dos grupos, con 4 equipos: éstos son el Zona Norte y el Zona Sur. Los 2 primeros equipos de cada grupo clasificarán a la Fase Final.

- En la Fase final,los 4 equipos participantes disputarán una liguilla, en donde el mejor de la tabla, no solo será el campeón del torneo, sino que también obtendrá automáticamente, el ascenso a la Primera B para la temporada 2012.

En el otro frente, los 4 últimos equipos de cada grupo disputarán Liguillas de descenso. Los 2 equipos que ocupen el último lugar de cada grupo, descienden automáticamente a la Tercera B para la temporada 2012. En esta temporada no hay posibilidad de jugar una Liguilla de Promoción.

## Primera fase
Fecha de actualización: 30 de julio

### Zona Norte

#### Resultados
| Local \ Visita       | BAR | MEJ | MEL | DOV | QUIL | TAL | SAU | TRA |
| -------------------- | --- | --- | --- | --- | ---- | --- | --- | --- |
| Barnechea            |     | 0–0 | 3–0 | 0–1 | 1–0  | 1–2 | 3–1 | 2–0 |
| Municipal Mejillones | 1–4 |     | 1–0 | 3–1 | 6–1  | 2–1 | 5–1 | 3–1 |
| Deportes Melipilla   | 2–5 | 0–0 |     | 0–2 | 0–0  | 2–3 | 2–3 | 1–3 |
| Deportes Ovalle      | 2–0 | 2–0 | 2–2 |     | 2–1  | 4–1 | 4–2 | 2–2 |
| Deportes Quilicura   | 0–3 | 0–0 | 2–1 | 1–1 |      | 1–2 | 0–2 | 1–2 |
| Provincial Talagante | 0–0 | 2–3 | 2–0 | 1–4 | 1–1  |     | 1–1 | 2–1 |
| San Antonio Unido    | 0–0 | 1–0 | 0–0 | 5–0 | 3–1  | 2–1 |     | 2–1 |
| Trasandino           | 2–1 | 1–1 | 1–0 | 3–0 | 4–1  | 3–1 | 2–2 |     |

#### Tabla
|  |    | Clubes               | Pts | PJ | G | E | P  | GF | GC | Dif |
|  | -- | -------------------- | --- | -- | - | - | -- | -- | -- | --- |
|  | 1º | Deportes Ovalle      | 27  | 14 | 8 | 3 | 3  | 27 | 21 | +6  |
|  | 2º | Municipal Mejillones | 25  | 14 | 7 | 4 | 3  | 25 | 15 | +10 |
|  | 3º | San Antonio Unido    | 25  | 14 | 7 | 4 | 3  | 25 | 20 | +5  |
|  | 4º | Barnechea            | 24  | 14 | 7 | 3 | 4  | 23 | 11 | +12 |
|  | 5º | Trasandino           | 24  | 14 | 7 | 3 | 4  | 26 | 19 | +7  |
|  | 6º | Provincial Talagante | 18  | 14 | 5 | 3 | 6  | 20 | 25 | -5  |
|  | 7º | Deportes Quilicura   | 7   | 14 | 1 | 4 | 9  | 10 | 28 | -18 |
|  | 8º | Deportes Melipilla   | 4   | 14 | 0 | 4 | 10 | 10 | 27 | -17 |

### Zona Sur

#### Resultados
| Local \ Visita        | COL | AFV | IBR | MLP | PO  | PUD | TEM | USM |
| --------------------- | --- | --- | --- | --- | --- | --- | --- | --- |
| Colchagua             |     | 2–1 | 0–1 | 3–4 | 0–4 | 2–0 | 0–0 | 4–0 |
| Arturo Fernández Vial | 3–2 |     | 2–1 | 2–1 | 3–2 | 4–2 | 3–3 | 3–1 |
| Iberia                | 1–1 | 1–1 |     | 3–0 | 3–1 | 3–1 | 2–3 | 2–2 |
| Municipal La Pintana  | 2–1 | 2–0 | 0–2 |     | 0–6 | 5–1 | 1–0 | 3–1 |
| Provincial Osorno     | 2–0 | 1–1 | 2–3 | 0–3 |     | 5–0 | 1–1 | 3–2 |
| Pudahuel Barrancas    | 0–1 | 1–1 | 1–4 | 2–1 | 0–2 |     | 1–1 | 3–2 |
| Deportes Temuco       | 2–1 | 1–1 | 1–2 | 0–0 | 1–1 | 4–0 |     | 3–1 |
| Unión Santa María     | 2–1 | 2–0 | 1–1 | 2–0 | 0–0 | 3–0 | 2–2 |     |

#### Tabla
|  |    | Clubes                | Pts | PJ | G | E | P  | GF | GC | Dif |
|  | -- | --------------------- | --- | -- | - | - | -- | -- | -- | --- |
|  | 1º | Iberia                | 28  | 14 | 8 | 4 | 2  | 29 | 16 | +13 |
|  | 2º | Arturo Fernández Vial | 23  | 14 | 6 | 5 | 3  | 25 | 22 | +3  |
|  | 3º | Municipal La Pintana  | 22  | 14 | 7 | 1 | 6  | 22 | 23 | -1  |
|  | 4º | Provincial Osorno     | 22  | 14 | 6 | 4 | 4  | 30 | 17 | +13 |
|  | 5º | Deportes Temuco       | 20  | 14 | 4 | 8 | 2  | 22 | 16 | +6  |
|  | 6º | Unión Santa María     | 16  | 14 | 4 | 4 | 6  | 21 | 25 | -4  |
|  | 7º | Colchagua             | 14  | 14 | 4 | 2 | 8  | 18 | 22 | -4  |
|  | 8º | Pudahuel Barrancas    | 8   | 14 | 2 | 2 | 10 | 12 | 38 | -26 |

Pts = Puntos; PJ = Partidos Jugados; G = Partidos Ganados; E = Partidos Empatados; P = Partidos Perdidos; GF = Goles Anotados; GC = Goles Recibidos; Dif = Diferencia de gol
|  | Clasificado a la Segunda fase. |

## Segunda fase (Fase Zonal para Fase Final)
Fecha de actualización: 10 de septiembre

### Zona Norte

#### Resultados
| Local \ Visita       | DOV | MEJ | SAU | BAR |
| -------------------- | --- | --- | --- | --- |
| Deportes Ovalle      |     | 1–0 | 3–2 | 1–2 |
| Municipal Mejillones | 1–0 |     | 1–1 | 2–1 |
| San Antonio Unido    | 2–2 | 3–0 |     | 0–3 |
| Barnechea            | 4–3 | 0–2 | 3–0 |     |

#### Tabla
|  |    | Clubes               | Pts | PJ | G | E | P | GF | GC | Dif |
|  | -- | -------------------- | --- | -- | - | - | - | -- | -- | --- |
|  | 1º | Barnechea            | 12  | 6  | 4 | 0 | 2 | 13 | 8  | +5  |
|  | 2º | Municipal Mejillones | 12  | 6  | 3 | 1 | 2 | 7  | 6  | +1  |
|  | 3º | Deportes Ovalle      | 10  | 6  | 2 | 1 | 3 | 10 | 11 | -1  |
|  | 4º | San Antonio Unido    | 6   | 6  | 1 | 2 | 3 | 8  | 12 | -4  |

### Zona Sur

#### Resultados
| Local \ Visita        | IBR | AFV | MLP | PO  |
| --------------------- | --- | --- | --- | --- |
| Iberia                |     | 3–0 | 0–2 | 0–1 |
| Arturo Fernández Vial | 0–1 |     | 3–0 | 3–0 |
| Municipal La Pintana  | 0–3 | 0–2 |     | 3–3 |
| Provincial Osorno     | 1–0 | 0–3 | 2–1 |     |

#### Tabla
|  |    | Clubes                | Pts | PJ | G | E | P | GF | GC | Dif |
|  | -- | --------------------- | --- | -- | - | - | - | -- | -- | --- |
|  | 1º | Arturo Fernández Vial | 14  | 6  | 4 | 0 | 2 | 11 | 5  | +6  |
|  | 2º | Iberia                | 12  | 6  | 3 | 0 | 3 | 8  | 4  | +4  |
|  | 3º | Provincial Osorno     | 10  | 6  | 3 | 1 | 1 | 7  | 10 | -3  |
|  | 4º | Municipal La Pintana  | 5   | 6  | 1 | 1 | 4 | 6  | 13 | -7  |

Pts = Puntos; PJ = Partidos Jugados; G = Partidos Ganados; E = Partidos Empatados; P = Partidos Perdidos; GF = Goles Anotados; GC = Goles Recibidos; Dif = Diferencia de gol
|  | Clasifica a la Fase Final          |
|  | Se mantiene en la Tercera División |

- Nota 1: Deportes Ovalle e Iberia Fueron bonificados con 3 puntos.
- Nota 2: Municipal Mejillones y Arturo Fernández Vial Fueron bonificados con 2 puntos.
- Nota 3: San Antonio Unido y Municipal La Pintana Fueron bonificados con solo 1 punto.
- Nota 4: Barnechea y Provincial Osorno No Fueron bonificados y arrancaron esta liguilla zonal, para la fase final del torneo sin puntos.

En caso de Igual puntaje, 1.º se consideran los Partidos Ganados, luego la Diferencia de Gol

## Fase final
Para partidos, ver el Anexo
Fecha de actualización: 5 de noviembre

### Resultados
| Local \ Visita        | AFV | BAR | IBR | MEJ |
| --------------------- | --- | --- | --- | --- |
| Arturo Fernández Vial |     | 0–0 | 2–0 | 1–0 |
| Barnechea             | 4–0 |     | 0–1 | 3–0 |
| Iberia                | 0–1 | 1–1 |     | 3–0 |
| Municipal Mejillones  | 1–0 | 2–3 | 2–1 |     |

### Tabla
|  |    | Clubes                | Pts | PJ | G | E | P | GF | GC | Dif |
|  | -- | --------------------- | --- | -- | - | - | - | -- | -- | --- |
|  | 1º | Barnechea             | 11  | 6  | 3 | 2 | 1 | 11 | 4  | +7  |
|  | 2º | Arturo Fernández Vial | 10  | 6  | 3 | 1 | 2 | 4  | 5  | -1  |
|  | 3º | Iberia                | 7   | 6  | 2 | 1 | 3 | 6  | 6  | 0   |
|  | 4º | Municipal Mejillones  | 6   | 6  | 2 | 0 | 4 | 5  | 11 | -6  |

Pts = Puntos; PJ = Partidos Jugados; G = Partidos Ganados; E = Partidos Empatados; P = Partidos Perdidos; GF = Goles Anotados; GC = Goles Recibidos; Dif = Diferencia de gol
|  | Campeón y Ascendió Directamente a la Primera B 2012 |
|  | Se mantiene en la Tercera División                  |

### Campeón
| Chile                                    |
| Barnechea 1º Título Asciende a Primera B |

## Liguilla de descenso
Fecha de actualización: 11 de septiembre

### Zona Norte

#### Resultados
| Local \ Visita       | MEL | QUIL | TAL | TRA |
| -------------------- | --- | ---- | --- | --- |
| Deportes Melipilla   |     | 1–0  | 1–1 | 1–3 |
| Deportes Quilicura   | 1–0 |      | 1–0 | 2–1 |
| Provincial Talagante | 3–1 | 2–2  |     | 2–1 |
| Trasandino           | 1–2 | 5–2  | 1–2 |     |

#### Tabla
|  |    | Clubes               | Pts | PJ | G | E | P | GF | GC | Dif |
|  | -- | -------------------- | --- | -- | - | - | - | -- | -- | --- |
|  | 1º | Provincial Talagante | 11  | 6  | 3 | 2 | 1 | 10 | 7  | +3  |
|  | 2º | Deportes Quilicura   | 10  | 6  | 3 | 1 | 2 | 8  | 9  | -1  |
|  | 3º | Deportes Melipilla   | 7   | 6  | 2 | 1 | 3 | 6  | 9  | -3  |
|  | 4º | Trasandino           | 6   | 6  | 2 | 0 | 4 | 12 | 11 | +1  |

### Zona Sur

#### Resultados
| Local \ Visita     | COL | TEM | PUD | USM |
| ------------------ | --- | --- | --- | --- |
| Colchagua          |     | 2–0 | 2–3 | 2–1 |
| Deportes Temuco    | 2–0 |     | 1–0 | 2–0 |
| Pudahuel Barrancas | 1–2 | 0–3 |     | 0–2 |
| Unión Santa María  | 2–1 | 3–0 | 2–1 |     |

#### Tabla
|  |    | Clubes             | Pts | PJ | G | E | P | GF | GC | Dif |
|  | -- | ------------------ | --- | -- | - | - | - | -- | -- | --- |
|  | 1º | Unión Santa María  | 12  | 6  | 4 | 0 | 2 | 10 | 6  | +4  |
|  | 2º | Deportes Temuco    | 12  | 6  | 4 | 0 | 2 | 8  | 5  | +3  |
|  | 3º | Colchagua          | 9   | 6  | 3 | 0 | 3 | 9  | 9  | 0   |
|  | 4º | Pudahuel Barrancas | 3   | 6  | 1 | 0 | 5 | 5  | 12 | -7  |

Pts = Puntos; PJ = Partidos Jugados; G = Partidos Ganados; E = Partidos Empatados; P = Partidos Perdidos; GF = Goles Anotados; GC = Goles Recibidos; Dif = Diferencia de gol
|  | Se mantiene en la Tercera División |
|  | Desciende a la Tercera B 2012      |

## Estadísticas
Fecha de actualización: 12 de noviembre
| Jugador              | Equipo            | Goles |
| -------------------- | ----------------- | ----- |
| Óscar Salinas        | Iberia            | 16    |
| Patricio Rubio       | Barnechea         | 15    |
| Cristóbal Bustamante | Colchagua         | 13    |
| Danny Parraguez      | Unión Santa María | 11    |
| Lino Maldonado       | San Antonio Unido | 11    |
| Emerson Jorquera     | Barnechea         | 10    |